# Liste der Bodendenkmäler in Iggensbach
Auf dieser Seite sind die Bodendenkmäler in der niederbayerischen Gemeinde Iggensbach zusammengestellt. Diese Tabelle ist eine Teilliste der Liste der Bodendenkmäler in Bayern. Grundlage ist die Bayerische Denkmalliste, die auf Basis des Bayerischen Denkmalschutzgesetzes vom 1. Oktober 1973 erstmals erstellt wurde und seither durch das Bayerische Landesamt für Denkmalpflege geführt wird. Die folgenden Angaben ersetzen nicht die rechtsverbindliche Auskunft der Denkmalschutzbehörde.

## Bodendenkmäler in Iggensbach
| Lage                     | Objekt | Akten-Nr.     | Bild                                                      |
| ------------------------ | --- | ------------- | --------------------------------------------------------- |
| Hauptstraße 9 (Standort) | Untertägige mittelalterliche und frühneuzeitliche Befunde im Bereich des Kirchhofes und der katholischen Pfarrkirche Mariä Namen in Iggensbach.                             | D-2-7244-0168 | Untertägige mittelalterliche und frühneuzeitliche Befunde |
| (Standort)               | Untertägige mittelalterliche und frühneuzeitliche Befunde im Bereich des ehemaligen Pestfriedhofes und der katholischen Expositurkirche Mariä Heimsuchung bei Schöllnstein. | D-2-7244-0207 | Untertägige mittelalterliche und frühneuzeitliche Befunde |
| (Standort)               | Untertägige mittelalterliche und frühneuzeitliche Befunde im Bereich des Wallfahrtsortes und der katholischen Wallfahrtskirche Mariä Krönung in Handlab.                    | D-2-7244-0213 | Untertägige mittelalterliche und frühneuzeitliche Befunde |
| (Standort)               | Station des Mittel- und Jungpaläolithikums (Altmühlien/Szeletien, Aurignacien, Gravettien).                                                                                 | D-2-7244-0220 |                                                           |
| (Standort)               | Untertägige mittelalterliche und frühneuzeitliche Befunde im Bereich des Burgstalles Schöllnstein (Burgruine Schöllnstein).                                                 | D-2-7245-0001 |                                                           |